# Сборная Мексики по теннису в Кубке Дэвиса
Сборная Мексики по теннису в Кубке Дэвиса представляет Мексику на теннисном соревновании Кубка Дэвиса и управляется Мексиканской Федерацией Тенниса.
Лучшим результатом сборной стал выход в финал турнира в 1962 году, где мексиканцы уступили сборной Австралии. В настоящее время сборная Мексики соревнуется в Зоне Америки Группы II. Последний раз в Мировой группе Мексика участвовала в 1997 году.

## История
Мексика соревновалась в своем первом Кубке Дэвиса в 1924 году.

## Текущая команда (2018)
- Сантьяго Гонсалес
- Мигель Анхель Рейес-Варела
- Лукас Гомес
- Луис Патиньо
- Мануэль Санчес
- Херардо Лопес Вильясеньор

## Последние 3 матча сборной
| Год  | Стадия                                     | Место (покрытие)           | Соперник    | Участвовавшие игроки                                                                            | Счёт |
| ---- | ------------------------------------------ | -------------------------- | ----------- | ----------------------------------------------------------------------------------------------- | ---- |
| 2018 | 3-й раунд плей-офф 2-й группы зоны Америка | Монтевидео, Уругвай, грунт | Уругвай     | Луис Патиньо Лукас Гомес Сантьяго Гонсалес Мигель Анхель Рейес-Варела Херардо Лопес Вильясеньор | 1-3  |
| 2018 | 2-й раунд 2-й группы зоны Америка          | Метепек, Мексика, хард     | Перу        | Херардо Лопес Вильясеньор Луис Патиньо Сантьяго Гонсалес Мигель Анхель Рейес-Варела             | 3-1  |
| 2018 | 1-й раунд 2-й группы зоны Америка          | Тихуана, Мексика, хард     | Пуэрто-Рико | Мануэль Санчес Луис Патиньо Сантьяго Гонсалес Мигель Анхель Рейес-Варела                        | 5-0  |